# Ана Коњух
Ана Коњух (Дубровник, 27. децембар 1997) је тенисерка из Хрватске. Тренутно се налази на 92. месту на ВТА листи (септембар 2016).

## Јуниорска каријера
Коњух је почела да тренира тенис са шест година. Године 2012. наступила је у игри парова у јуниорском финалу турнира парова на Вимблдону, где јој је партнерка била швајцарска Словакиња Белинда Бенчић. Изгубиле су у финалу од првих носитељица Канађанке Јуџини Бушард и Американке Тејлор Таусенд са 6:4, 6:3.
Исте године, Ана 2. децембра је освојила јуниорски турнир Еди Хер, а потом је у Ки Бискејну наступила на Оранж Боулу и 8. децембра освојила овај, уз јуниорске гренд слем турнире, најпрестижнији јуниорски тениски турнир.
Годину 2013. Ана је отворила освајањем дупле круне на јуниорском гренд слем турниру Аустралијан Опен. Прво је 25. јануара у конкуренцији парова са партнерком Карол Хао из Канаде победила пар Олександру Корашвили из Украјине и Барбору Крејцикову из Чешке, а потом је 26. јануара са 6:3 6:2 победила и у појединачној конкуренцији Катерину Синијакову чиме је постала прва јуниорка света.
У фебруару 2013. дебитовала је за Фед Куп екипу Хрватске, убележивши три победе у појединачној конкуренцији (од којих једну против Уршуле Радванске) те још једну у игри парова (с Даријом Јурак).
Први ИТФ турнир Коњух је освојила у јуну 2013. у Монпељеу, победивши са 6:3, 6:1 Рускињу Ирину Кромачеву.
У септембру 2013. освојила је свој други јуниорски гренд слем турнир у појединачној конкуренцији УС Опен. У финалу је славила против Американке Торнадо Алисије Блек с 3:6, 6:4 и 7:6 (6). Ана у својој младој каријери већ има 2 победе против топ 50 и топ 15 играчице: у Фед купу 2012. је победила Уршулу Радванску 2:6 6:3 7:6.

## Сениорска каријера
На АСБ Класику у Оукланду, на свом првом професионалном ВТА турниру, за који је добила позивницу, задњег дана 2013. победила је прву носитељку турнира и 14. тенисерку света, Роберту Винчи. На Вимблдону је остварила резултат каријере пласиравши се у 3. коло убележивши победе над Новозеланђанком српског порекла Марином Ераковић и Белгијанком Јанином Викмајер те пораз од 16. носитељке Данкиње Каролине Вознијацки.
Коњух је годину почела на турниру у Оукленду, где је победила Мону Бартел те изгубила од Елене Веснине у другом колу. Изгубила је у првом колу Аустралијан Опена од Магдалене Рибарикове. Након низа раних испадања са турнира, на турниру у Прагу победила је светски број 34 Белинду Бенчић, а затим изгубила од Кларе Кукалове.
На ВТА турниру у Нотингему пласирала се у своје прво финале, где је одмах дошла до прве титуле. У финалу је победила Румунку Монику Никулеску са 1:6, 6:4, 6:2.
Резултат каријере на гренд слемовима је остварила на УС Опену 2016. кад је ушла у своје прво четвртфинале.

## Приватан живот
Коњух своје победе посвећује сестри Антонији.

## ВТА финала

### Појединачно 1 (1—0)
Победе
| Бр. | Датум         | Турнир   | Подлога | Противница у финалу | Резултат      |
| 1.  | 15. јун 2015. | Нотингем | трава   | Моника Никулеску    | 1–6, 6–4, 6–2 |